# Джак Айрънс
Джак Айрънс (на английски: Jack Irons) е американски рок музикант, бивш барабанист на Ред Хот Чили Пепърс и Пърл Джем. Освен това е работил с групите Латино Рокабилити Уор, Ред Крос, Рейджин Слаб и Лес Клейпул Фрог Бригейд. През 2004 издава първия си соло албум – Attention Dimension.
Айрънс е роден и израснал в Лос Анджелис. Има еврейски произход. В гимназията се среща с Майкъл Балзари (Флий) и Хилел Словак. Той е и първият барабанист и един от основателите на Ред Хот Чили Пепърс. След смъртта на Хилел Словак изпада в дълга клинична депресия. На 25 години разбира, че страда от биполярно разстройство.